# رابرت اب
رابرت اب (به انگلیسی: Robert Abbe) یک جراح و رادیولوژیست پیشگام آمریکایی در شهر نیویورک بود.وی در نیویورک به دنیا آمد و در کالج نیویورک ودانشگاه کلمبیا درس خواند.
اب بیشتر به عنوان یک جراح پلاستیک شناخته می‌شد، و بین سالهای ۱۸۷۷ و ۱۸۸۴ او به عنوان یک جراح و استاد جراحی در بیمارستان نیویورک، بیمارستان سنت لوک، و نیویورک نوزادان بیمارستان خدمت کرده‌است.
او از بیماری کم خونی درگذشت.